# Helena Christensen
Helena Christensen (Koppenhága, 1968. december 25. –) dán modell.

## Karrier
Édesapja dán, édesanyja perui. Már 1977-ben modellkedett, de zenész szeretett volna lenni. 1986-ban Dániát képviselte a Miss Universe szépségversenyen, eredmény nélkül. A verseny után kezdett modellkedni, és hamarosan a 20 legjobban fizetett modell listáján szerepelt. Fénykorában Gianni Versace kedvenc modellje lett, de dolgozott a Dior, Chanel, Calvin Klein, Victoria’s Secret divatházaknak és divatmárkáknak is. Neves magazinok címlapján szerepelt (Vogue, ELLE, Marie Claire). 1991-ben Chris Isaak Wicked Game című videóklipjében tűnt fel. Az MTV ezt a klppet minden idők legszexibb klipjének választotta.
Modellkarrierjét 2005-ben fejezte be, de továbbra is a divatszakmában dolgozik: divatlapokat szerkeszt (Vogue, Marie Claire, Nylon).

## Magánélete
"Romantikus szálak fűzték Leonardo DiCaprio-hoz, Billy Corgan-hoz és Michael Hutchence-hez. 1999 októberében fia született Norman Reedus-tól, de 2003-ban szakítottak. Heath Ledger-rel is találkozgatott, majd az Interpol frontemberével, Paul Banks-szal hozták hírbe."